# Arrankudiaga
Arrankudiaga è un comune spagnolo di 775 abitanti situato nella comunità autonoma dei Paesi Baschi.